# محمد احمد عبدالله
محمد احمد عبدالله (انگلیسی: Mohammed Ahmed Abdallah؛ زادهٔ c. 1953) یک پزشک و استاد دانشگاه است. عبدالله در مناطق کوهستانی دارفور سودان به دنیا آمد. او عضو یک گروه فعال حقوق بشر واقع در غرب سودان به نام برای مردم است. از دوران نوجوانی برای رفتن به مدرسه متوسطه باید سه روز و برای رفتن به دبیرستان پنج روز راهپیمایی می‌کرد. وی برای ادامه تحصیلات در پزشکی به دانشگاه خارطوم رفت و اولین پزشک منطقه خود از سال ۱۹۷۶ به‌شمار می‌رود. او بعداً یک شبکه پزشکی در سراسر دارفور ایجاد کرد تا بتواند گزارشی از وضعیت تجاوزها و سایر خشونت‌ها تهیه کند. عبدالله سپس استاد پزشکی در دانشگاه الفاشر دارفور شد و به عنوان مدیر عامل مرکز درمان و توانبخشی قربانیان شکنجه در دارفور در طول جنگ این کشور فعالیت داشت.
عبدالله به عنوان نماینده مذاکرات صلح بین ۳۳ قبیله دارفور در سال ۱۹۸۹ انجام وظیفه کرد. در آغاز بحران دارفور در سال ۲۰۰۳ به عنوان نماینده صلح دوباره فعالیتش را آغاز کرد.
در سال ۲۰۰۷، محمد جایزه حقوق بشر رابرت اف. کندی را به دلیل استواری در تلاش‌های خود برای اصلاح بحران حقوق بشر در منطقه از طریق خدمت به قربانیان شکنجه و همچنین برعهده گرفتن رهبری در جنبش صلح را دریافت کرد. یک جایزه نقدی ۳۵۰۰۰ دلاری بود به‌علاوه پنج ساله مشارکت با سازمان پزشکان حقوق بشر مستقر در ایالات متحده آمریکا.